# Carebara acutispina
Carebara acutispina (лат.) — вид очень мелких муравьёв рода Carebara из подсемейства Myrmicinae (Formicidae). Эндемик Китая.

## Описание
Мелкие муравьи желтоватого цвета. От близких видов (например, от Carebara wheeleri) отличается следующими признаками: затылок без поперечных бороздок, задняя часть головы с парой угловатых выступов (рогов). Длина тела солдат менее 2 мм. Проподеум с выступающими углами-зубчиками. Усики солдат и рабочих 9-члениковые с 2-члениковой булавой. Скапус короткий. Мандибулы с 5 зубцами. Нижнечелюстные щупики состоят из 2 члеников, нижнегубные из 2. Имеют диморфичную касту рабочих с мелкими рабочими и крупными солдатами. Стебелёк между грудкой и брюшком состоит из двух члеников: петиолюса и постпетиолюса (последний четко отделен от брюшка), жало развито, куколки голые (без кокона).

## Систематика
Вид был описан в 2003 году по материалам из Китая китайским энтомологом профессором Ж. Сю (Zhenghui Xu), под первоначальным названием Oligomyrmex acutispinus  Xu, 2003. Относят к трибе Crematogastrini (ранее в Solenopsidini).